# IC 5134
IC 5134 је емисиона маглина у сазвјежђу Цефеј која се налази на листи објеката дубоког неба у Индекс каталогу.
Деклинација објекта је + 66° 6' 8" а ректасцензија 21h 42m 58,6s. IC 5134 је још познат и под ознакама CED 196.